# Callistium cleadas
Callistium cleadas är en fjärilsart som beskrevs av William Chapman Hewitson 1866. Callistium cleadas ingår i släktet Callistium och familjen Riodinidae. Inga underarter finns listade i Catalogue of Life.

## Bildgalleri

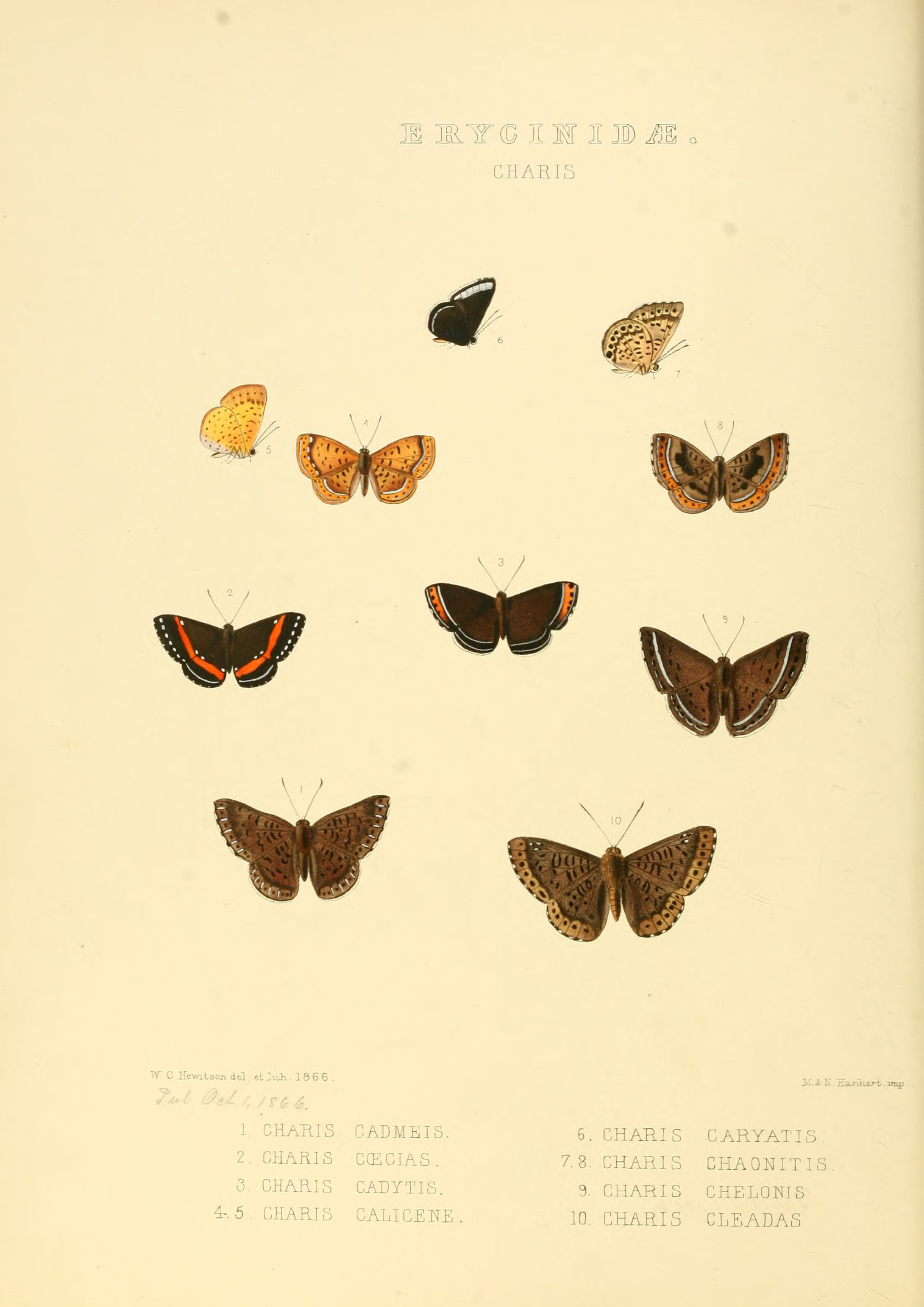